# Brumadinho
Brumadinho est une municipalité brésilienne de l'État du Minas Gerais et la microrégion de Belo Horizonte.
Le nom de la ville (« Petit brumeux ») dérive du nom d'un ancien village appelé Brumado do Paraopeba (« Le [village] brumeux du Paraopeba ») (le Paraopeba (pt) est une rivière) ou Brumado Velho (« Vieux brumeux »), en référence aux brouillards fréquents le matin dans cette région montagneuse.
La municipalité a été frappée en 2019 par la rupture d'un barrage de rétention de résidus miniers de la mine de minerai de fer de Córrego do Feijão (« ruisseau du Haricot »), exploitée par l'entreprise Vale et située dans la ville.

## Lieux d’intérêts
- Institut Inhotim, centre d'art contemporain
- Encosta da Serra da Moeda
- Mansão Mattosinhos
- Academia MA
- Fazenda dos Martins
- Topo do Mundo
- Arvorismo em Casa Branca
- Serra da Moeda
- Club Voo Livre
- Safari rural
- Serra do Rola Moça
- Mirante dos Veados
- Temple bouddhiste